# Peg Phillips
Margaret May Phillips (de soltera Linton; 20 de septiembre de 1918 — 7 de noviembre de 2002) fue una actriz estadounidense conocida por interpretar a la tendera Ruth-Anne Miller en la serie de televisión Northern Exposure.

## Primeros años
Phillips nació como Margaret Linton en Everett, Washington, hija de Charles y Myrtle Linton. Desde los cuatro años quería ser actriz y actuaba en teatros-restaurante como pasatiempo. Era la esposa de Daniel Greene, un marino destinado en el Territorio de Hawái cuando se produjo el ataque a Pearl Harbor. Estuvo casada con Chester Phillips en la década de 1950, durante la cual sufrió un ataque casi mortal de "poliomielitis y una grave infección abdominal".
Vivió con sus hijos Kathy, Virginia y Arthur en Santa Cruz, California, entre principios y mediados de la década de 1960. Su hija mayor, Elisabeth, había abandonado el hogar. En esa época trabajó como contadora en Sweet Service, en Santa Cruz. Participaba en grupos de teatro locales; su obra favorita era Bell, Book and Candle. Tras jubilarse de la contabilidad, Phillips regresó a Washington para matricularse en la escuela de arte dramático de la Universidad de Washington, pero nunca terminó la carrera "porque empecé a tener mucho trabajo."

## Carrera
Empezó a actuar profesionalmente a finales de los sesenta. Su primera actuación cinematográfica fue en el telefilme Chase, en 1985. En 1990, interpretó el papel de Ruth-Anne Miller en Northern Exposure. El personaje iba a ser intermitente, pero poco a poco fue apareciendo con más frecuencia hasta convertirse en un personaje fijo.  En 1993 fue nominada al premio Primetime Emmy a la mejor actriz de reparto en una serie dramática. Tras la conclusión de la quinta temporada de la serie, en 1995, fue sometida a una operación de corazón cuando se le rompió un aneurisma aórtico. Si no hubiera estado ya en la mesa de operaciones, probablemente habría sido fatal.
Después de Northern Exposure, Phillips interpretó varios papeles como invitada, especialmente en 7th Heaven. Interpretó a la madrina del rancho de los personajes de Mary-Kate y Ashley Olsen en How the West Was Fun. Su último papel fue como invitada en ER en 2000. También fundó el Woodinville Repertory Theatre en 1998,

## Muerte
Murió en 2002 en Seattle, a los 84 años, a causa de una enfermedad pulmonar. Al igual que su personaje de Northern Exposure, fue fumadora desde muy joven, habiendo empezado a los 13 años.

## Créditos en televisión y nominaciones
| Año     | Título              | Papel            | Notas                                |
| ------- | ------------------- | ---------------- | ------------------------------------ |
| 1990–95 | Northern Exposure   | Ruth-Anne Miller | 105 episodios                        |
| 1996    | Suddenly Susan      | Jueza Cameron    | Episodio: "Golden Girl Friday"       |
| 1996    | Boston Common       | Rose             | Episodio: "A Triage Grows in Boston" |
| 1996    | Touched by an Angel | Zelda Widdenberg | Episodio: "The Journalist"           |
| 1996–99 | 7th Heaven          | Mrs. Hinkle      | 4 episodios                          |
| 2000    | ER                  | Mrs. Duffy       | Episodio: "The Domino Heart"         |

| Year | Association                      | Category                                                    | Nominated work    | Result   | Result           |
| ---- | -------------------------------- | ----------------------------------------------------------- | ----------------- | -------- | ---------------- |
| 1993 | Primetime Emmy Awards            | Actriz de reparto destacada en una serie dramática          | Northern Exposure | Nominada | [ 5 ]            |
| 1994 | Viewers for Quality Television   | Mejor actriz de reparto en una serie dramática de calidad   | Northern Exposure | Nominada | [cita requerida] |
| 1995 | Premios del Sindicato de Actores | Mejor interpretación de un conjunto en una serie de comedia | Northern Exposure | Nominada | [ 6 ]            |

## Filmografía
| Año  | Título                | Papel                            | Notas         |
| ---- | --------------------- | -------------------------------- | ------------- |
| 1985 | Chase                 | tía Jane                         | Telefilme     |
| 1990 | Waiting for the Light | Iris                             |               |
| 1991 | Dogfight              | Antigua cliente del Café         |               |
| 1994 | How the West Was Fun  | Natty                            | Telefilme     |
| 1996 | Jerry Maguire         | Vídeo en la despedida de soltero | Sin acreditar |